# Johannes Cardinalis von Bergreichenstein
Johannes Cardinalis von Bergreichenstein (Jan Kardinál z Rejnštejna) (* um 1375; † nach 1428) war ein Gelehrter und Rektor der Prager Karlsuniversität, Diplomat des böhmischen Königs und Anhänger der Hussiten.

## Leben
Johannes von Bergreichenstein studierte ab 1394 Rechtswissenschaft an der Karls-Universität Prag. Zehn Jahre später legte er bei Jan Hus die Prüfung zum Meister der Sieben Freien Künste ab, 1407 die Prüfung zum Baccalaureus der Rechte. Zwei Jahre später wurde er von König Wenzel IV. zusammen mit Christian von Prachatitz und Petrus de Mladoniovicz zum Konzil von Pisa entsandt. Als Anhänger des Jan Hus sollten sie für die Aufhebung des gegen diesen verhängten Kirchenbanns einsetzen. Ein Jahr später verteidigte er Hus gegenüber dem Prager Erzbischof Zbynko Zajíc von Hasenburg und begleitete Hus als Vertreter der Universität, gemeinsam mit Peter z Mladoňovic, auf seiner Reise zum Konzil von Konstanz. Dort erhielt er jedoch keine Unterstützung durch König Sigismund.
Nach der Rückkehr nach Prag wurde er 1417 zum Rektor der Karlsuniversität berufen. Unter seiner Führung wurde der Kelch als das Symbol der Hussiten im Bewusstsein der Gelehrten gefestigt. Johannes verbreitete in seiner Amtszeit die hussitische Kelchkommunion-Lehre von Hus und beteuerte dessen Unschuld und Integrität. Am 10. März 1417 erließ er eine Verfügung, mit der die Lehre als für alle Christen bestätigt wurde. Diese Eingabe schickte er auch an das Konzil in Konstanz, welches darin die Bestätigung für die hussitische Irrlehre sah. Der Papst ging so weit, dass er die Prager Universität nicht mehr anerkannte.
Während der Hussitenkriege gehörte Johannes gemeinsam mit Jan z Příbrami dem gemäßigten Flügel an, der einen Kompromiss mit der alten Kirche suchte. Wegen seiner diplomatischen Fähigkeiten wurde Johannes 1421 Mitglied einer Abordnung, die den böhmischen Thron dem polnischen König Władysław II. Jagiełło anbot. Ende des Jahres gehörte er mit Johann von Seelau, Jakobellus von Mies und Peter Payne zu den Verwaltern der Kelchlehre. Später wurde er aus Prag verbannt. 1425 vertrat er die Prager Hussiten in Verhandlungen mit den Taboriten. Die letzte urkundliche Erwähnung stammt aus dem Jahr 1428, als er das Amt des erzbischöflichen Verwalters innehatte.

## Werke (Auswahl)
- Utrum omnia encia citra primum existencia desiderio naturali ad obediendum uni principi semper et continue inclinentur